# Марсіо Віейра
Ма́рсіо Віейра де Васконселос (кат. Márcio Vieira de Vasconcelos; народився 10 жовтня 1984; Марку-де-Канавезеш, Португалія) — андоррський футболіст, півзахисник. Наразі виступає за «Атлетико» (Монсон) у Терсері (четвертий рівень) та національну збірну Андорри. У складі збірної провів 28 матчів . Також на дорослому рівні виступав за команди «Марку», «Ейвісса-Ібіца» та «Теруел».